# Carnoules
Carnoules är en kommun i departementet Var i regionen Provence-Alpes-Côte d'Azur i sydöstra Frankrike. Kommunen ligger i kantonen Cuers som tillhör arrondissementet Toulon. År 2022 hade Carnoules 4 120 invånare.

## Befolkningsutveckling
Antalet invånare i kommunen Carnoules
| Referens: INSEE |